# Nisída Dipló
Nisída Dipló är en ö i Grekland.   Den ligger i prefekturen Kykladerna och regionen Sydegeiska öarna, i den sydöstra delen av landet, 160 km sydost om huvudstaden Aten. Arean är 0,62 kvadratkilometer.
Terrängen på Nisída Dipló är platt. Öns högsta punkt är 16 meter över havet. Den sträcker sig 1,2 kilometer i nord-sydlig riktning, och 1,2 kilometer i öst-västlig riktning.